# Jsem Sioux!
Jsem Sioux! (1990) je název společného vydání dvou dobrodružných románů pro mládež, které napsal český spisovatel Otto Janka. Jde o romány Melodie proti Siouxům (1982) a Amulet Siouxů (1987). Romány vypráví o českých krajanech, kteří se dostali do indiánských válek v Severní Americe a kteří postupně pochopili, na čí straně stojí v těchto válkách pravda. Porovnali svůj osud a osud svého národa s osudem Indiánů a zjistili, že zde existuje velká shoda, že jsou vlastně také Siouxové.   

## Obsah knihy

### Melodie proti Siouxům

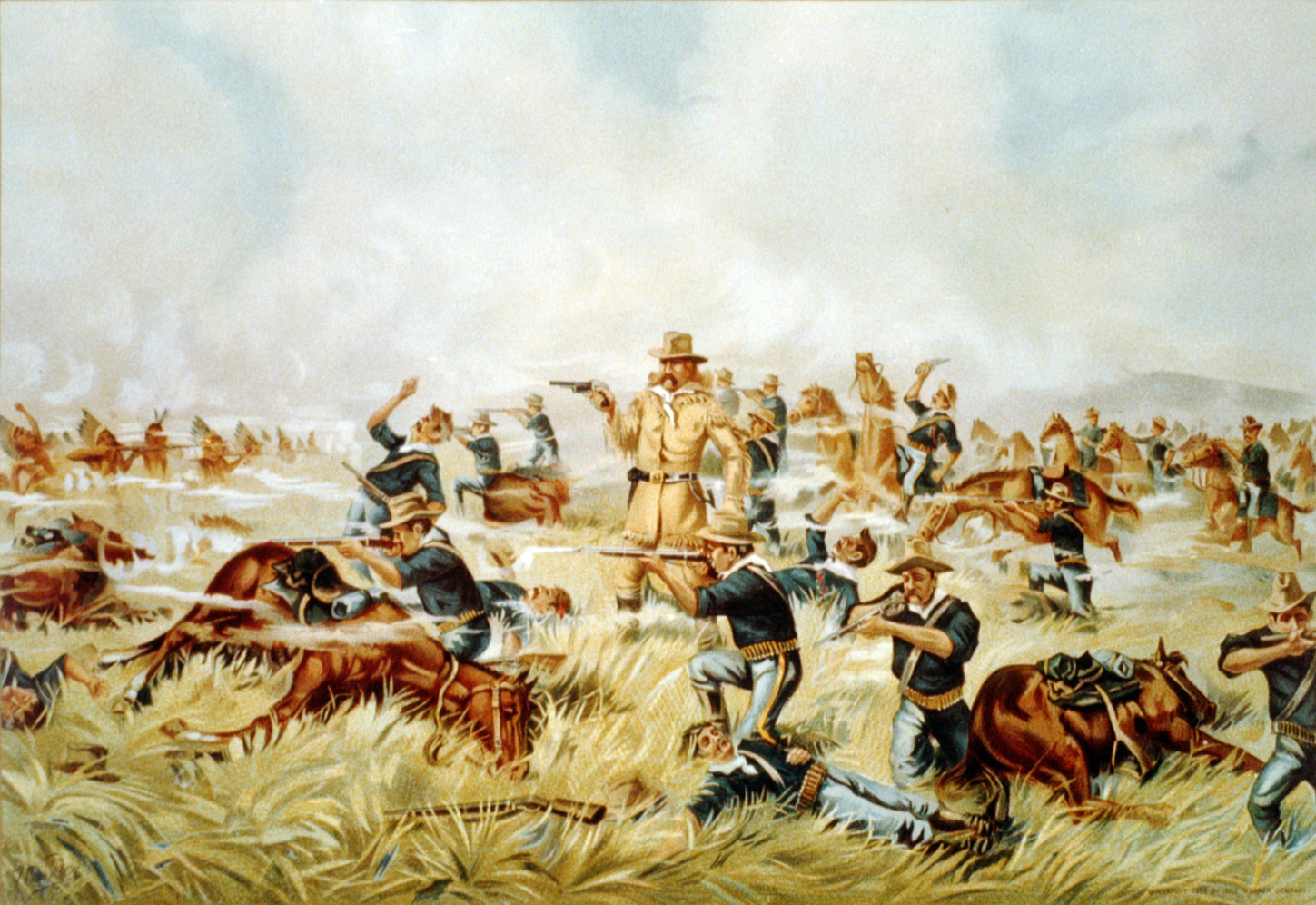
Bitva u Little Bighornu

Děj románu vychází ze skutečného příběhu Čecha Ludvíka Preglera, otištěného v chicagském krajanském časopise Amerikán v roce 1880. Ludvík se vystěhoval do USA a zde se díky svým romantickým představám nechal naverbovat do americké armády. Jako voják se zúčastnil indiánských válek se Siouxy a stal se svědkem bitvy u Little Bighornu. Tyto události mu otevřely oči a odhalily mu bezohlednou krutost boje proti Indiánům, jejichž boj byl oprávněný. Pochopil, že mezi ním a Indiány není vlastně žádná velká propast, jak si ještě nedávno myslel. Aby mohl vystoupit z armády, přihlásil se jako dobrovolník na nebezpečnou cestu s důležitou depeší, za jejíž doručení byl z armády propuštěn. 

### Amulet Siouxů
Základem děje tohoto románu jsou vzpomínky Čecha Libora Aloise Schlesingera (1806–1893), otištěné v chicagském krajanském časopise Amerikán v roce 1879 a 1882. Libor Schlesinger byl jedním z předních účastníků revolučních bojů v roce 1848 a po porážce revoluce byl neustále šikanován policií. Proto se i s rodinou roku 1856 vystěhoval do USA. Zde se zprvu usadil v Iowě v Cedar Rapids a pak v Sioux City a roku 1860 se přestěhoval do indiánské rezervace v Nebrasce. Začal zde pěstovat kukuřici a vozit mouku přes prérie do Denveru v Coloradu. V románu vystupuje pod jménem Liborio (což je španělsky Libor).
Na jedné své obchodní cestě do Denveru zachránil Liborio se svým přítelem Oliverem život siouxskému náčelníkovi Wambanagovi, když odehnali medvěda, který jej napadl, a ošetřili mu rány, které mu medvěd způsobil. Indián mu za to daroval modrý kámen (amulet), podle kterého každý Solux poznal, že Liborio je jejich přítel. 
Když se útlak bělochů stal pro Indiány nesnesitelný, vypukly indiánské války. Liborio projížděl prériemi, které se Siouxové marně snažili bránit a Wambanagův amulet mu skutečně několikrát zachránil život. Zjistil také, že vojáci, kteří měli chránit cestu do Denveru často sami olupují cestující. Začal srovnávat boj Indiánů s bojem českého národa za svá práva a pochopil, kdo má v této válce pravdu.